# Erythronychia defecta
Erythronychia defecta là một loài ruồi trong họ Tachinidae.